# مسعود آيت عبد الرحمن
مسعود آيت عبد الرحمن (6 نوفمبر 1970 مستغانم الجزائر - ) هو لاعب كرة قدم جزائري يلعب كمدافع، شارك في كأس الأمم الأفريقية لكرة القدم 1990.

## روابط خارجية
- مسعود آيت عبد الرحمن على موقع قاعدة بيانات كرة القدم.إي يو (الإنجليزية)
- مسعود آيت عبد الرحمن على موقع ناشيونال فوتبول تيمز (الإنجليزية)